# Крсташице (насеље)
Крсташице (насеље) су викенд насеље на јужној страни Фрушке горе. Налази се на самом улазу у национални парк. Припада општини Ириг. У насељу постоји доста винограда и садница. Иако се налази 20 метара од магистрале М 21 звучно је изоловано те погодно за миран одмор.
У аустроугарско време војне трупе су пролазиле кроз овај део те су познати случајеви пронађених старих аустијских и мађарских кованица. Недалеко од насеља се налази познати манастир Ново Хопово. Од заниљивости ту је и позната Руска кривина на магистрали М 21, која је, по причи старијих људи, добила име по руским тенковима који су настрадали пролазећи опасну кривину.